# Spiaggia di Portocelo

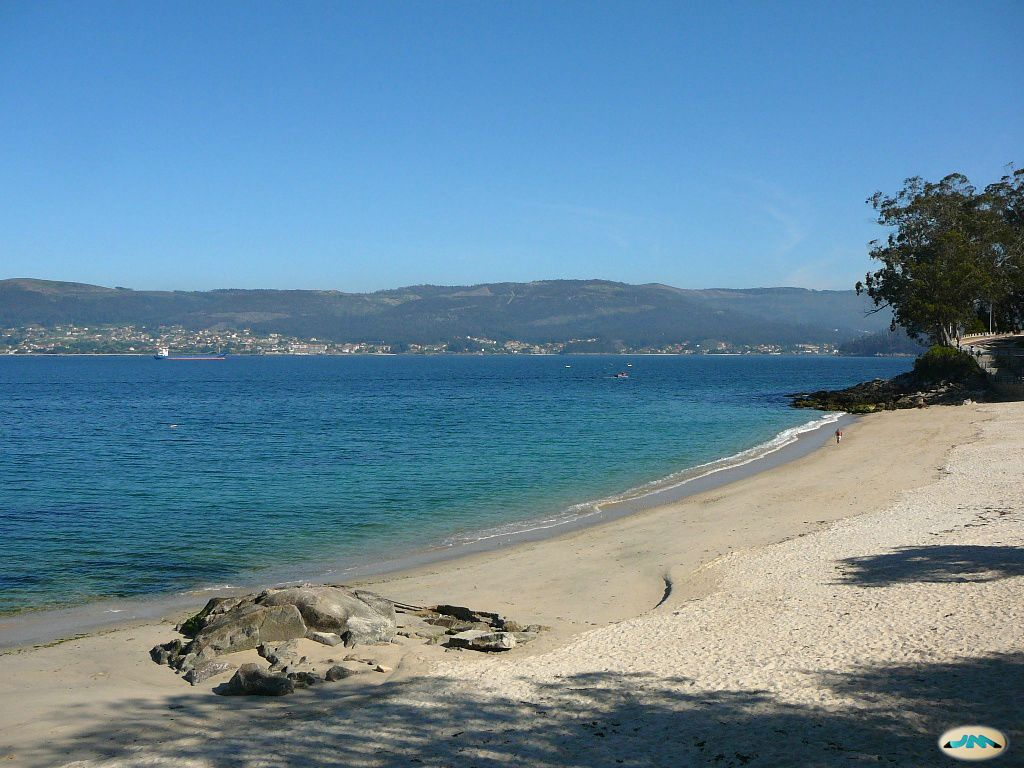
Spiaggia di Portocelo

La spiaggia di Portocelo è una spiaggia galiziana situata nel comune di Marín nella provincia di Pontevedra, in Spagna. Ha una lunghezza di 350 metri e si trova sulla ria di Pontevedra, a 7 km da Pontevedra.

## Descrizione
È una spiaggia rettilinea sulla ria di Pontevedra, molto vicino alla cittadina di Marín. È collegata alla spiaggia di Mogor da una passeggiata che attraversa la foresta di pini ed eucalipti che li separa. La sabbia è bianca e fine ed è riparata dai venti, con acque calme adatte agli sport acquatici: sci nautico, vela, jet ski, windsurf e pedalò.
La bandiera blu vola lì.

## Accesso
Da Pontevedra, prendere la strada costiera PO-12 e PO-11 verso Marín. A Marín prendere la strada PO-551 e alla fine dell'area recintata della scuola navale la stradina che porta alle spiagge.

## Galleria d'immagini

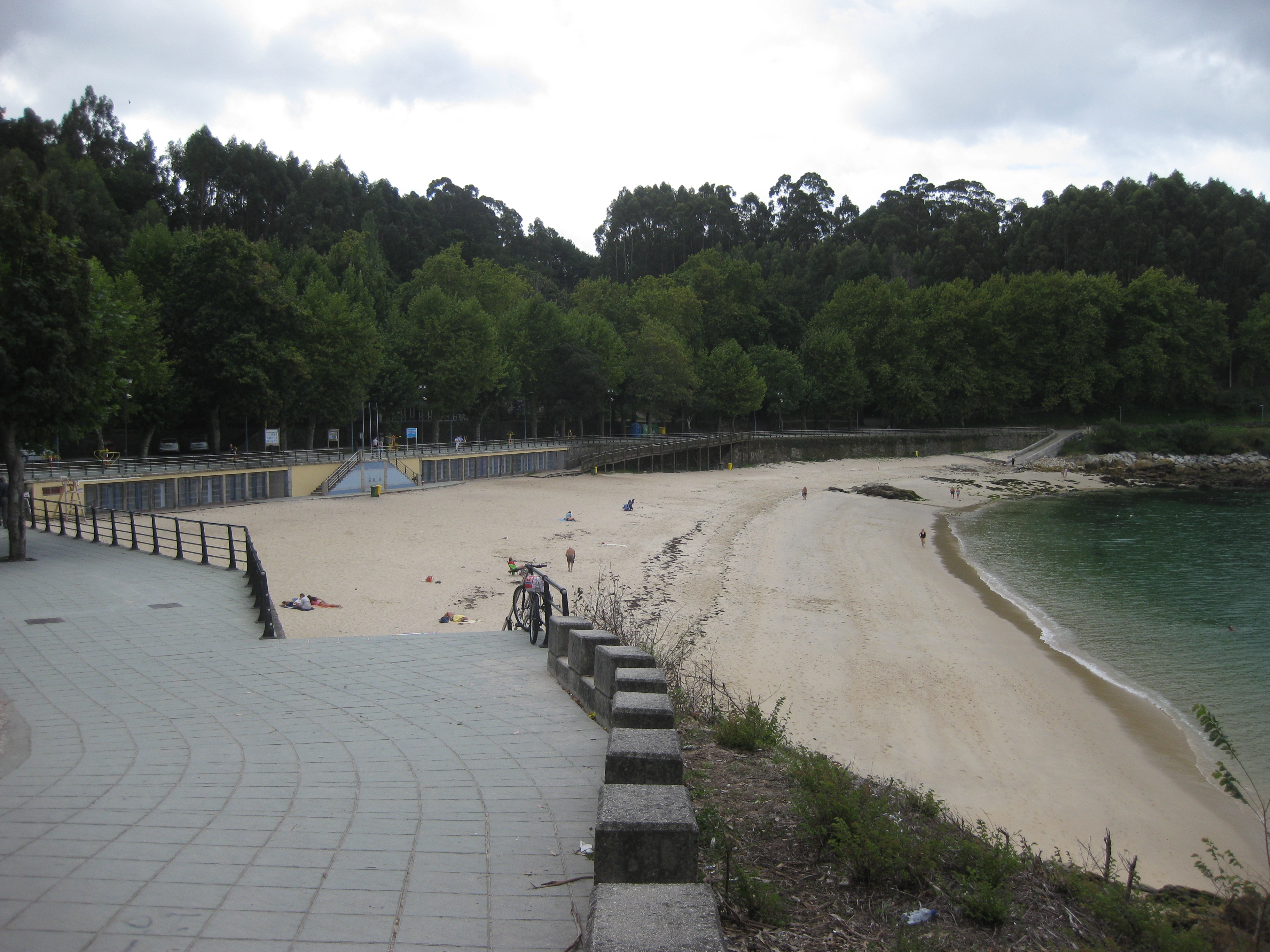
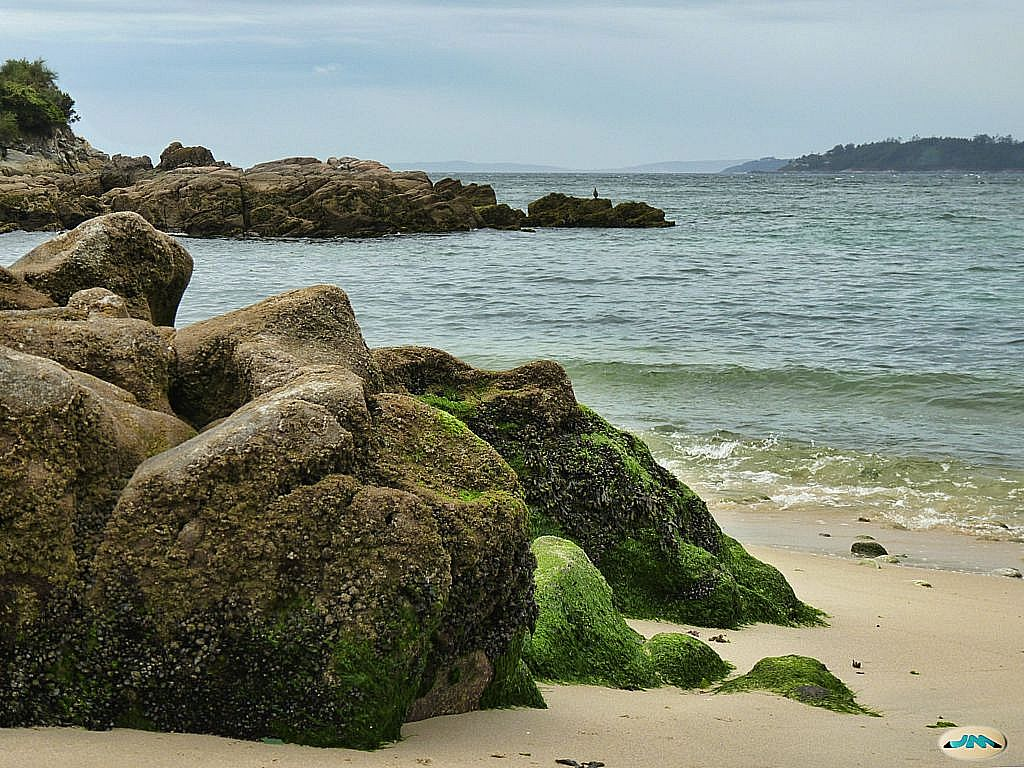
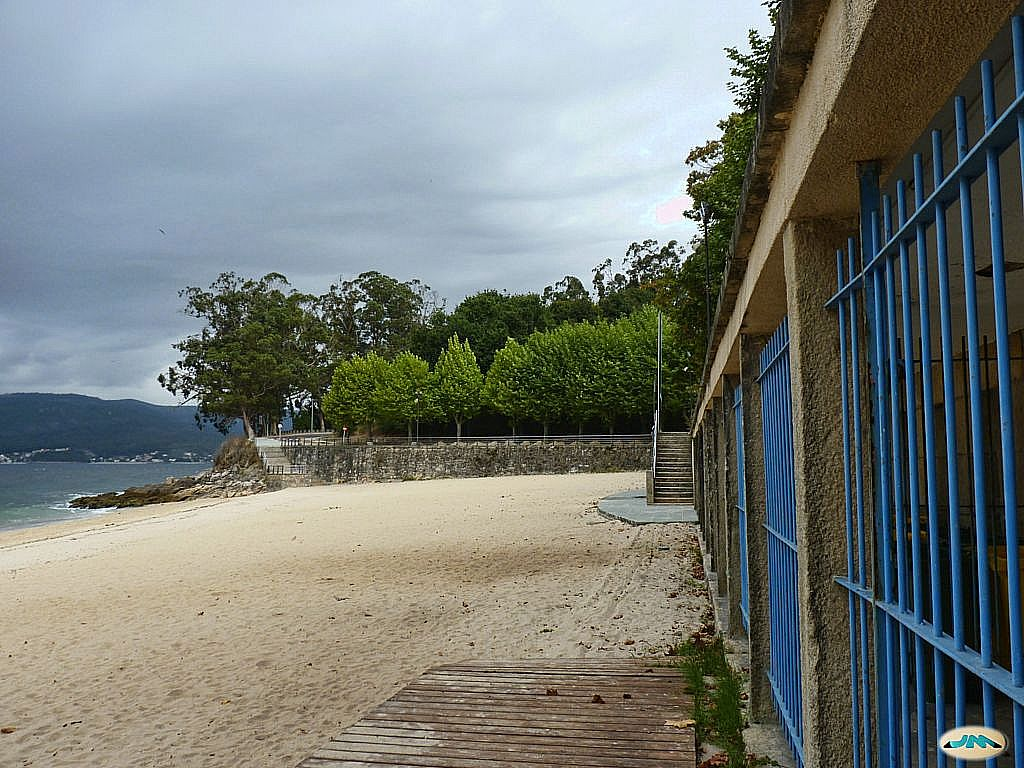
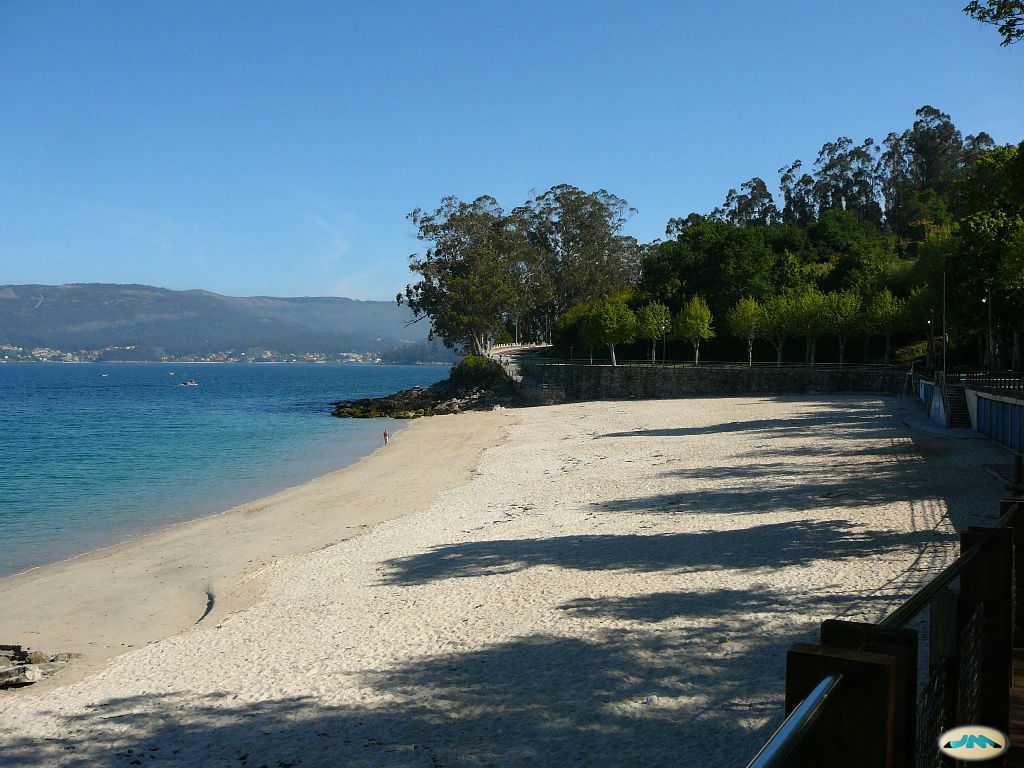
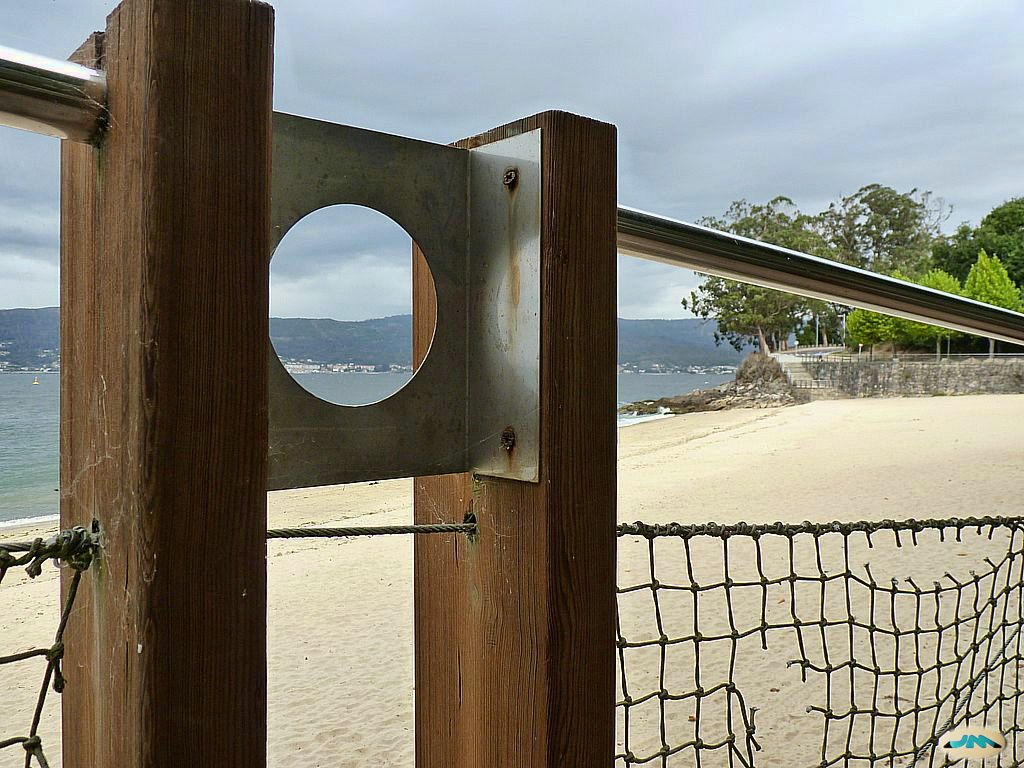
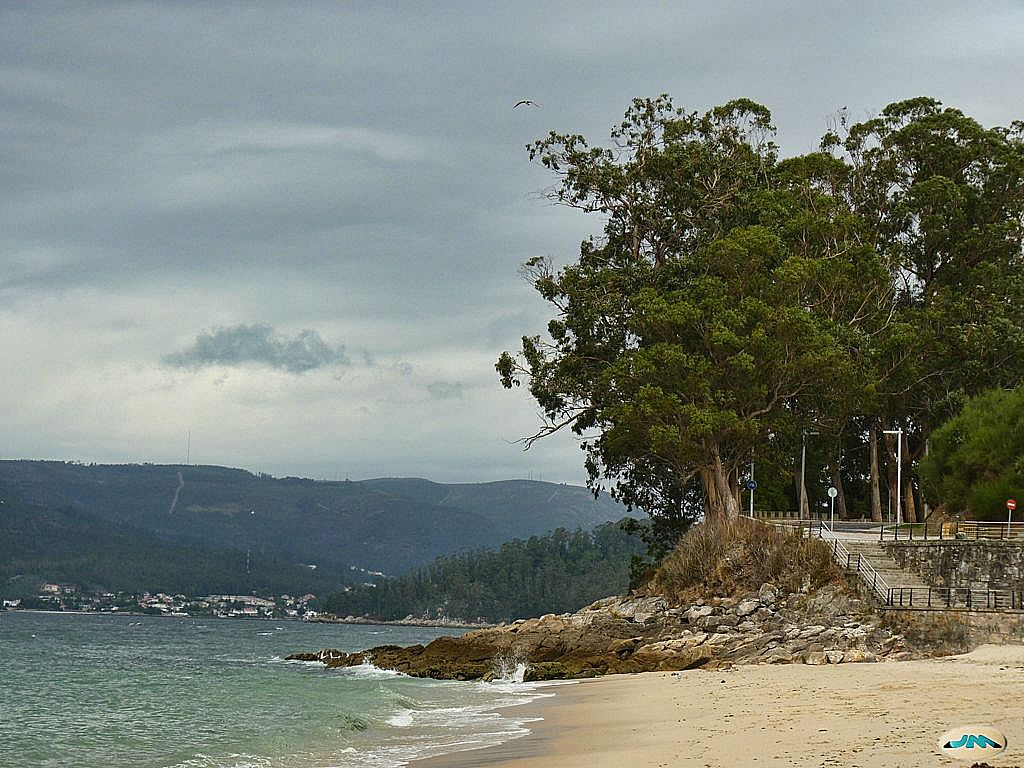
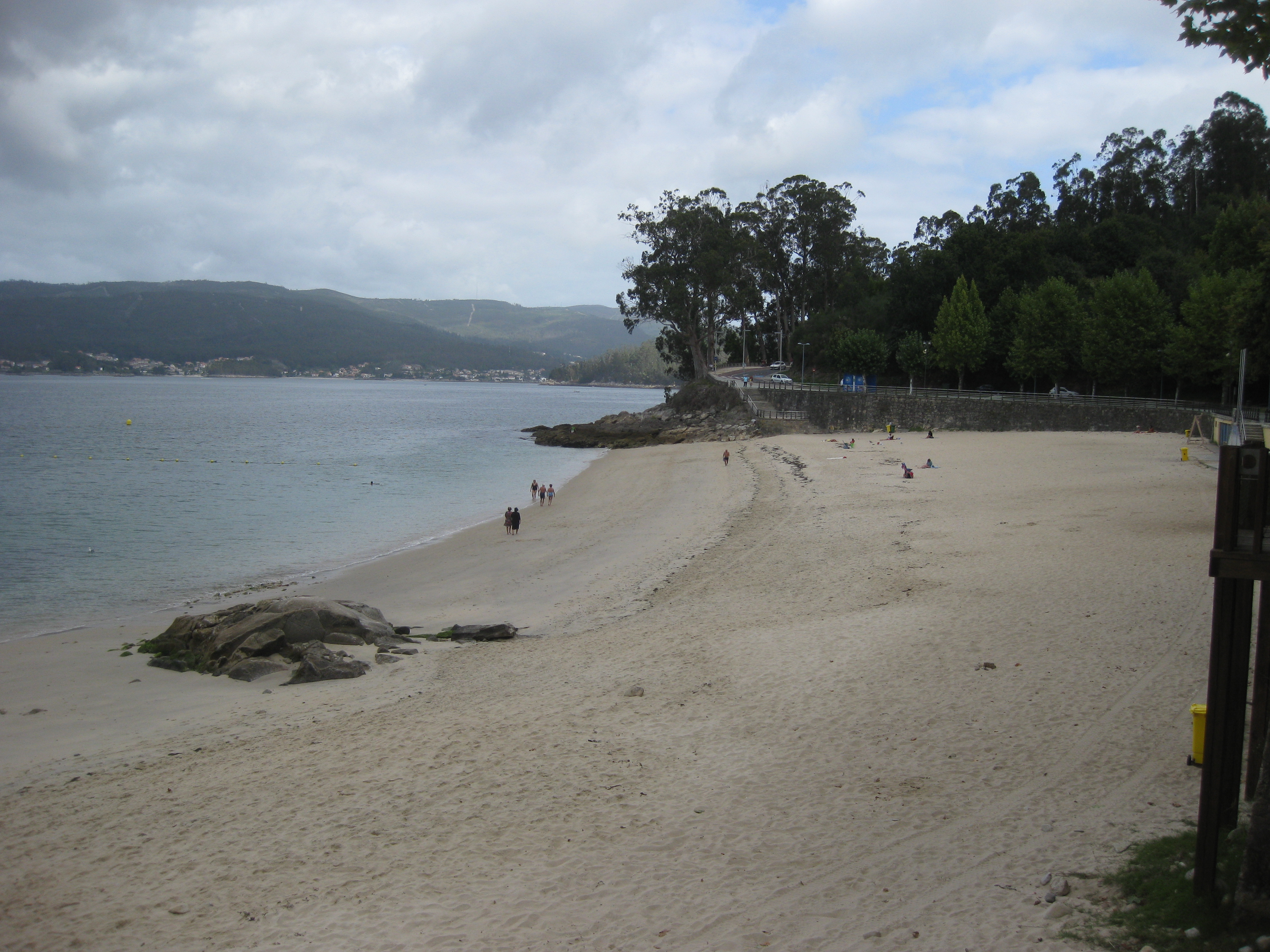
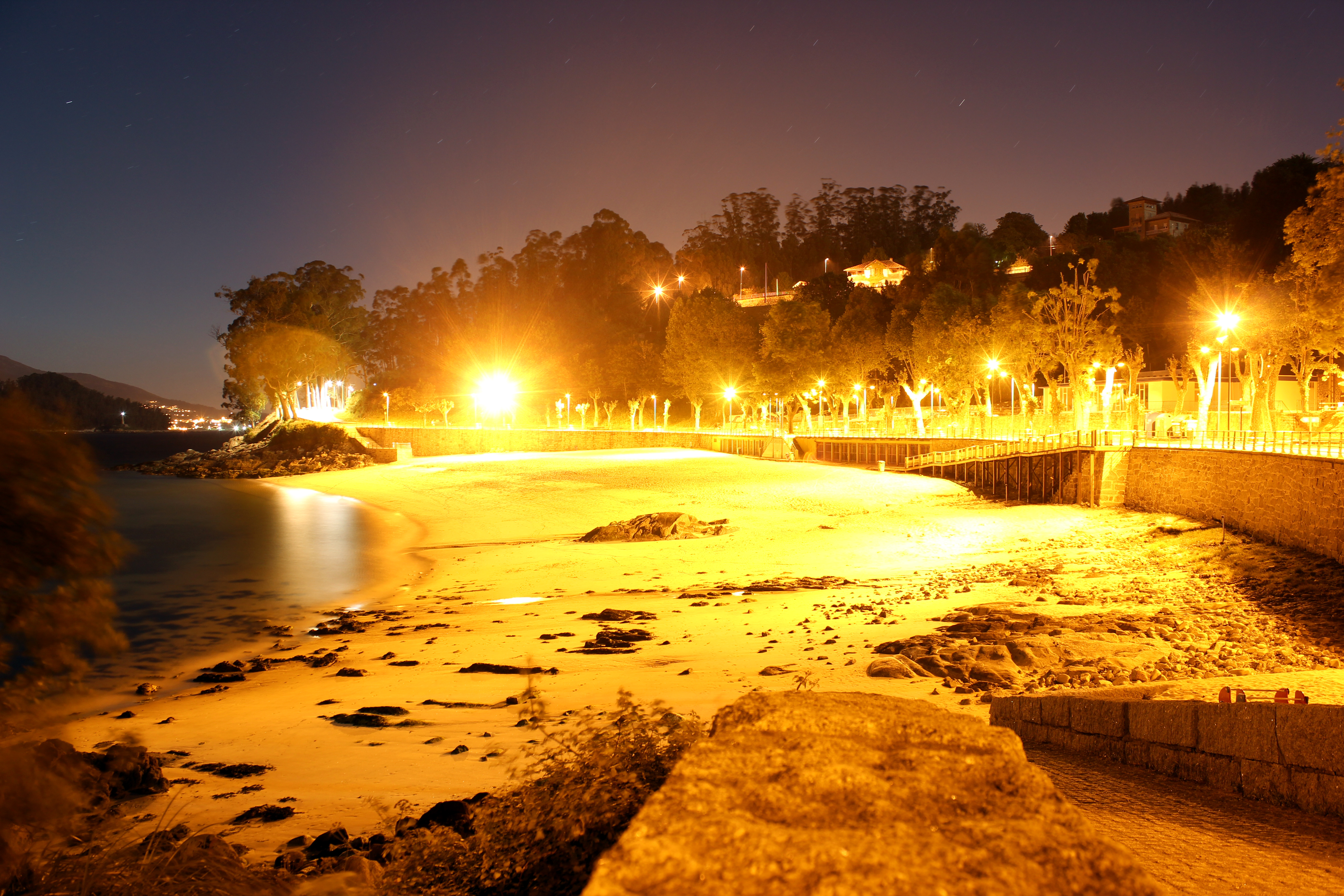
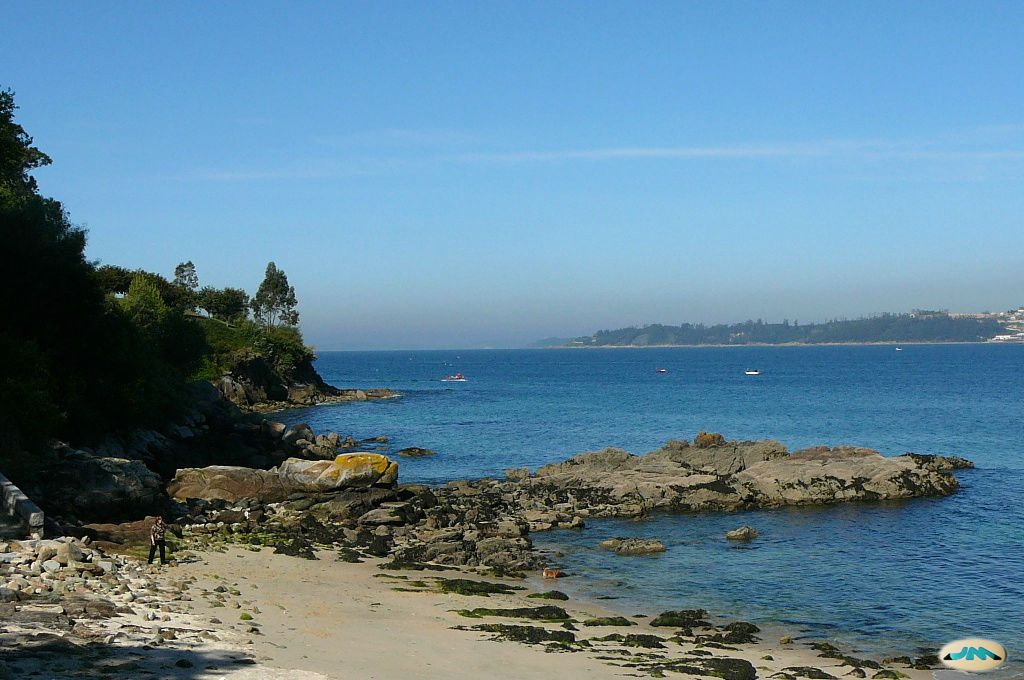